# إيثامبوتول
إيثامبوتول (EMB, E) هو دواء يستعمل في علاج السل. يعطى عادة في علاج مركب مع أدوية السل الأخرى مثل آيزونيازيد وريفامبيسين وبيرازيناميد. يمكن أن يستعمل في علاج معقد المتفطرة الطيرية والمتفطرة الكنزاسية. يؤخذ عن طريق الفم.
اكتشف إيثامبوتول في عام 1961. والدواء مدرج على قائمة منظمة الصحة العالمية للأدوية الأساسية.